# Mark Slouka
Mark Slouka (ur. 1958 w Nowym Jorku) – amerykański pisarz i wykładowca.
Slouka jest synem czeskich imigrantów. Jest profesorem na Uniwersytecie Columbia. Pierwszą powieść, God's Fool, opublikował w 2003. Jej bohaterami są Chang i Eng Bunker, bracia syjamscy od których pochodzi ten termin. W swej drugiej powieści, zatytułowanej Widzialny świat (2008) nawiązuje do działalności czechosłowackiego ruchu oporu w czasie wojny, m.in. zamachu na Reinharda Heydricha.

## Powieści
- God's Fool (2003)
- Widzialny świat (The Visible World 2008)